# Chariesthes atroapicalis
Chariesthes atroapicalis är en skalbaggsart som beskrevs av Stefan von Breuning 1951. Chariesthes atroapicalis ingår i släktet Chariesthes och familjen långhorningar. Inga underarter finns listade i Catalogue of Life.